# Aeroport de Cazombo
L'aeroport de Cazombo (codi IATA: CAV, codi OACI: FNCZ) és un aeroport que serveix Cazombo, a la província de Moxico a Angola.
La balisa no direccional de Cazombo (Ident: CZ) es troba al es instal·lacions.